# Церковь Святого Николая (Требниц)
Церковь Святого Николая (нем. St. Nikolaus или нем. Sankt Nicklaus) — протестантская деревенская церковь в районе Требниц (нем. Trebnitz) города Гера, здание которой было построено в XV веке и расширено в 1744 году — уже в стиле барокко. Колокольня была пристроена в 1800 году.

## История и описание
Протестантская церковь, освящённая в честь Святого Николая, была построена в деревне Требниц, ставшей сегодня районом независимого тюрингского города Гера, в XV веке: её возвели на плато к югу от региона Брахметаль (Браметаль). В 1744 году здание храма была отремонтировано, расширено и перестроено в стиле барокко. «Ложа лорда» (нем. Patronatsloge) — отдельное помещение, занимаемое местным аристократом при посещении им храма — была перенесена на западную сторону нефа. В 1718 году церковный приход впервые смог позволить себе приобрести небольшой орган; в 1889 году в храме появился и большой орган. В 1800 году церковь в Требнице была дополнена восьмигранной башней-колокольней с характерным «изогнутым» шпилем-капюшоном — церковные колокола датируются XIV и XV веками. Внутри церкви расположены эмпоры и старинный алтарь, расположенный наравне с кафедрой (нем. Kanzelaltar). Капитальный ремонт храма, начатый ещё во времена ГДР — в 1988 году — завершился уже после второго объединения Германии, в 1993. После масштабного ремонта храм был повторно освящен.